# Quatre poèmes opus 3
Quatre poèmes {Frans voor Vier gedichten) is een compositie van Albert Roussel. Het zijn toonzettingen van vier gedichten van Henri de Régnier. De eerste uitvoering van Roussels eerste liedbundel vond plaats op 21 april 1906 in de Salle Pleyel, Roussel componeerde het drie jaar eerder, maar publicatie vond pas in 1921 plaats. 
De vier liederen/gedichten:
1. Départ (vertrek) opgedragen aan Madame Jeanne Baunay (zangeres)
2. Voeu (wens) opgedragen aan Madame Mary Garden (operazangeres)
3. Le jardin mouillé (tuin in de regen) opgedragen aan Monsieur Maurice Bagès (zanger)
4. Madrigal lyrique (Lyrisch madrigaal) opgedragen aan Madame Albert Groz (Albert Groz was componist)